# تاغمة
قرية تاغمة هي إحدى قرى مدينة يفرن الواقعة ضمن نطاق سلسلة جبل نفوسة في الشمال الغربي لليبيا، وتمتد هذه السلسلة حتى الحدود الليبية - الجزائرية.
يحدها من الشرق قرية تازامريت ومن الجنوب قرية أتوغاسرو ومن الغرب قرية الشقارنة والشمال جفارة ، وتعتبر القرية من أكبر القرى الموجودة في مدينة يفرن.